# Significante

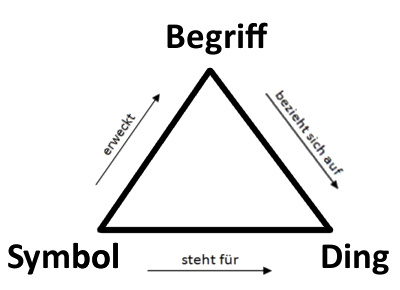
Los tres componentes del signo lingüístico constituido tal y como establecen en su triángulo Ogden y Richards: Significante (Symbol), Significado (Begriff) y Referente (Ding). El significante señala (erweckt) el significado, el significado se refiere al (bezieht sich auf) referente; y a su vez, el significante representa (steht für) al referente.

En lingüística y semiótica, el significado es el contenido mental que le es dado a un signo lingüístico. Es decir, es el concepto o idea que se asocia a la forma sensible o perceptible (significante) del signo y al objeto que representa (su referente) en todo tipo de comunicación (véase triángulo semiótico). El significante es necesariamente una entidad que se percibe a través de los sentidos. Se utiliza en lingüística estructural y en la semiótica para denominar aquel componente material o casi material del signo lingüístico  y que tiene la función de apuntar hacia el significado (representación mental o concepto que corresponde a esa imagen fónica). En la teoría psicoanalítica de Jacques Lacan, para quien el inconsciente está estructurado como un lenguaje, el concepto desempeña un papel central.

## Desarrollo del concepto
El lingüista suizo Ferdinand de Saussure, en el contexto de tres cursos de lingüística general dentro de su cátedra de la Universidad de Ginebra entre 1906 y 1911, definió una dicotomía entre significante y significado partiendo de una traducción de los términos utilizados previamente por los pensadores alemanes del siglo XIX: Sinn y Bedeutung. Para traducir Sinn al francés utiliza una palabra que puede fácilmente entenderse en castellano como significante; para Bedeutung, la palabra francesa que usa es traducible como "significado".
En la obra que reúne las clases de los tres cursos dictados Curso de lingüística general, Saussure explica que el signo lingüístico está constituido por un significante y un significado. 
Saussure considera que el significado es el "contenido" del significante, es aquello a lo que apunta o refiere el significante. Por lo tanto, cualquier palabra, tomemos por ejemplo, «árbol»  es el significante que apunta al significado, es decir, a la representación o imagen mental de lo que es un «árbol». El significante es el que designa algo, mientras que su significado es lo designado.
Para otro lingüista contemporáneo a Saussure y reconocido como padre de la semiótica moderna, Charles Sanders Peirce, existe un tercer componente del signo lingüístico: la referencia. Así, un signo lingüístico puede representarse, según Peirce, como una estructura triangular, en cuyos vértices se ubican significante, significado y referencia. Esta estructura se denomina triángulo semiótico.
En la teoría de Saussure está presente el carácter arbitrario que tiene la relación de sentido común que usualmente hacemos entre significante y significado. Saussure devela que esa es una relación completamente arbitraria: no hay una correspondencia biunívoca entre significantes y significados. El significante es diferencial, lo que "significa"  no está determinado por su significado, sino por los límites, por las fronteras diferenciales que se puedan establecer con otros significantes.

### En el psicoanálisis estructural de Jacques Lacan
Uno de los principales innovadores a partir de lo que Saussure dijo con respecto al significante y al significado fue Jacques Lacan. La modificación en la explicación de significante y significado que hace Lacan constituye una piedra angular de la teoría lacaniana. 
Si para Saussure los significantes eran palabras, para Lacan no solo las palabras, sino también los objetos, las relaciones y los síntomas pueden ser vistos como significantes. Un significante es tal cosa cuando ha sido inscrito en el orden de lo simbólico. Solo en este orden el significante puede adquirir un sentido, un significado que se va estableciendo a través de la relación con otros significantes y del contraste de sus diferencias y similitudes. 
Lacan aplica la teoría de Saussure al psicoanálisis con la siguiente modificación: rompe el encierro  en que Saussure suponía al significado y al significante; invierte primero la situación de ambos: el significante es ubicado "arriba" y el significado "abajo"; espesa la barra que los separa (homologándola a la censura entre lo consciente y lo inconsciente), luego hace desplazar al significado y dice 'debajo del significante... hay... nada'.
Debido a que el concepto de Lacan puede resultar difícil de entender y aceptar, una simplificación posible es afirmar que Lacan quiere decir que el pensar está constituido básicamente por significantes que cambian continuamente de significado. Por tanto, el psicoanalista debe, en muchos casos, dar mayor importancia al significante que al "supuesto" significado. Una persona durante un psicoanálisis puede usar un significante creyendo a nivel consciente que le está dando un significado. Sin embargo, muchas veces, ese significante remite -y es lo que importa- a otros significados que de momento son inconscientes.